# Grote Prijs Jef Scherens 2003
Il Grote Prijs Jef Scherens 2003, trentasettesima edizione della corsa, si svolse il 7 settembre 2003 su un percorso di 183 km, con partenza e arrivo a Lovanio. Fu vinto dal norvegese Thor Hushovd della Crédit Agricole davanti al britannico Roger Hammond e al belga Niko Eeckhout.

## Ordine d'arrivo (Top 10)
| Pos. | Corridore       | Squadra                 | Tempo    |
| ---- | --------------- | ----------------------- | -------- |
| 1    | Thor Hushovd    | Crédit Agricole         | 4h06'00" |
| 2    | Roger Hammond   | Palmans-Collstrop       | s.t.     |
| 3    | Niko Eeckhout   | Lotto-Domo              | s.t.     |
| 4    | Ludovic Capelle | Landbouwkrediet-Colnago | s.t.     |
| 5    | Michael Skelde  | Team Fakta              | s.t.     |
| 6    | Frank Høj       | Team Fakta              | s.t.     |
| 7    | Mark Renshaw    | FDJ                     | s.t.     |
| 8    | Jimmy Casper    | FDJ                     | s.t.     |
| 9    | Aurélien Clerc  | Quick Step              | s.t.     |
| 10   | Jan Kuyckx      | Vlaanderen-T Interim    | s.t.     |